# Кладрибін
Кладрибін (англ. Cladribine, лат. Cladribinum) — синтетичний лікарський препарат, який за своєю хімічною структурою є аналогом пуринових основ. Кладрибін застосовується як внутрішньовенно та підшкірно, так і перорально. Кладрибін уперше синтезований у США в 80-х роках ХХ століття, й у клінічних дослідженнях виявив ефективність при ворсинчатоклітинному лейкозі. Уперше кладрибін отримав схвалення FDA в 1993 році як орфанний препарат для лікування ворсинчатоклітинного лейкозу, пізніше в цьому ж році він отримав схвалення Європейського агентства з лікарських засобів. Пізніше виявлено, що кладрибін також може бути ефективним при розсіяному склерозі Проте кладрибін не відразу був схвалений регулюючими органами США та ЄС для застосування при розсіяному склерозі, а в Австралії в 2011 році навіть усунутий з фармацевтичного ринку. У США кладрибін так і не отримав схвалення для застосування при розсіяному склерозі, а в ЄС кладрибін для застосування при розсіяному склерозі отримав схвалення лише в серпні 2017 року.

## Фармакологічні властивості
Кладрибін — синтетичний лікарський засіб, який за своєю хімічною структурою є аналогом пуринових основ. Механізм дії препарату полягає в інгібуванні синтезу пуринових нуклеотидів ДНК шляхом конкурентного метаболізму після його поглинання клітинами та його перетворення під дією дезоксицитидинкінази до активного метаболіта 2-хлордезоксиаденозинтрифосфату, що призводить до інгібування ферменту рибонуклеотидредуктази, внаслідок чого гальмується синтез пуринових нуклеотидів у S-фазі мітозу. Кладрибін більш активний до клітин крові, причому як до проліферуючих клітин, так і до тих, які знаходяться в стані спокою. Кладрибін застосовується при ворсинчатоклітинному лейкозі та хронічному лімфолейкозі, із достатньо високою ефективністю, проте й із значно вираженою токсичністю, а також із відносно більшим числом рецидивів, ніж при застосуванні пентостатину. Препарат також має здатність пригнічувати аутоімунні процеси, які є основою розвитку розсіяного склерозу. Кладрибін у клінічних дослідженнях виявляє ефективність при розсіяному склерозі, хоча він не отримав схвалення до застосування при цьому захворюванні в США, і лише в серпні 2017 року отримав схвалення для застосування при розсіяному склерозі в ЄС, у зв'язку із значною кількістю побічних ефектів при застосуванні препарату, у тому числі підозрою на збільшення кількості злоякісних пухлин при його застосуванні. Кладрибін може бути активним до ембріональних клітин, тому його застосування при вагітності ймовірно може призвести до народження дитини із хромосомними аномаліями або іншими вадами розвитку.

### Фармакокінетика
Кладрибін добре всмоктується як після перорального застосування, так і після внутрішньовенного або підшкірного введення. Препарат швидко розподіляється в організмі після ін'єкції, після внутрішньовенного або підшкірного застосування біодоступність препарату становить 100 %. Максимальна концентрація кладрибіну в крові при підшкірному введенні досягається протягом 20—25 хвилин, після перорального застосування за 30 хвилин. Препарат швидко метаболізується в організмі до свого активного метаболіта безпосередньо в клітинах крові. Кладрибін погано зв'язується з білками плазми крові. Кладрибін добре проникає через гематоенцефалічний бар'єр, через плацентарний бар'єр, даних за проникнення препарату в грудне молоко немає. Другий етап метаболізму проходить у печінці з утворенням неактивних метаболітів. Виводиться препарат із організму із сечею переважно у вигляді метаболітів. Виведення препарату із організму трифазне, у першій фазі незмінений кладрибін виводиться із плазми крові із періодом напіввиведення 35 хвилин, у другій фазі період напіввиведення метаболітів препарату із клітин складає 6,7 години, а в третій фазі кінцевий період напіввиведення препарату складає в середньому 15 годин, і цей час може збільшуватися при порушеннях функції печінки або нирок.

## Покази до застосування
Кладрибін застосовують для лікування ворсинчатоклітинному лейкозі та розсіяному склерозі.

## Побічна дія
При застосуванні кладрибіну побічні ефекти спостерігаються часто, що зумовлено високою цитостатичною активністю препарату. Серед побічних ефектів препарату найчастішими є:
- Алергічні реакції та з боку шкірних покривів — дуже часто шкірний висип; часто свербіж шкіри, еритема шкіри, гіпергідроз, біль шкіри; дуже рідко кропив'янка, гарячка, синдром Стівенса-Джонсона, синдром Лаєлла.
- З боку травної системи — нудота, блювання, діарея або запор, біль у животі, метеоризм, запалення слизових оболонок травної системи; дуже рідко печінкова недостатність, холецистит.
- З боку нервової системи — головний біль, безсоння або сонливість, запаморочення, атаксія, парестезії, судоми, летаргія, кон'юнктивіт.
- З боку сечостатевої системи — порушення менструального циклу, ниркова недостатність.
- З боку дихальної системи — задишка, фарингіт, кашель, інтерстиційний пневмоніт.
- З боку серцево-судинної системи — тахікардія, аритмії, декомпенсація серцевої недостатності, ішемія міокарду, артеріальна гіпотензія, васкуліт.
- З боку імунної системи — зниження опірності до інфекцій, реакція «трансплантат проти господаря».
- Зміни в лабораторних аналізах — анемія, тромбоцитопенія, лейкопенія, панцитопенія, лейкопенія, нейтропенія, підвищення рівня білірубіну в крові, підвищення рівня активності амінотрансфераз в крові.
- Інші побічні ефекти — розвиток вторинних злоякісних пухлин, канцерогенний ефект у потомства; при застосуванні під час вагітності можливі внутрішньоутробна загибель плода, вади розвитку плода, затримка росту плода, ембріональна токсичність.

## Протипокази
Кладрибін протипоказаний при підвищеній чутливості до препарату, в дитячому віці, при середньому або вираженому порушенні функції нирок або печінки, при застосуванні інших імунодепресантів або мієлосупресантів, вагітності та годуванні грудьми.

## Форми випуску
Кладрибін випускається у вигляді концентрату для приготування розчину для ін'єкцій по 1 мг/мл у флаконах по 5 та 10 мл, а також у вигляді таблеток по 0,01 г.